# Just for a Day
Albums de Slowdive
Souvlaki
(17 mai 1993)
Just for a Day est le premier album du groupe anglais Slowdive, sorti le 2 septembre 1991 sur le label Creation Records. L'album a été réédité en 2005,.

## Liste des pistes
1. Spanish Air
2. Celia's Dream
3. Catch the Breeze
4. Ballad of Sister Sue
5. Erik's Song
6. Waves
7. Brighter
8. The Sadman
9. Primal

Disque bonus (réédition de 2005)
1. Slowdive
2. Avalyn I
3. Avalyn II
4. Morningrise
5. She Calls
6. Losing Today
7. Golden Hair
8. Shine
9. Albatross
10. Catch The Breeze (Peel Session)
11. Shine (Peel Session)
12. Golden Hair (Peel Session)